# Aldeia do Bispo (Guarda)
Aldeia do Bispo é uma povoação portuguesa sede da Freguesia de Aldeia do Bispo do Município da Guarda, freguesia com 13,17 km² de área e 198 habitantes (censo de 2021), tendo, por isso, uma densidade populacional de 15 hab./km².
A esta freguesia pertencem os lugares de: 
- Aldeia do Bispo
- Quintinha
- Santa Cruz

## Demografia
A população registada nos censos foi:
| Distribuição da População por Grupos Etários | Distribuição da População por Grupos Etários | Distribuição da População por Grupos Etários | Distribuição da População por Grupos Etários | Distribuição da População por Grupos Etários |
| -------------------------------------------- | -------------------------------------------- | -------------------------------------------- | -------------------------------------------- | -------------------------------------------- |
| Ano                                          | 0-14 Anos                                    | 15-24 Anos                                   | 25-64 Anos                                   | > 65 Anos                                    |
| 2001                                         | 25                                           | 25                                           | 82                                           | 48                                           |
| 2011                                         | 23                                           | 26                                           | 129                                          | 42                                           |
| 2021                                         | 24                                           | 17                                           | 107                                          | 50                                           |

## Património
- Igreja Paroquial de Aldeia do Bispo
- Capela de Santa Cruz
- Capela de São Sebastião

## Cultura
- Museu da Castanha (visita em horário a combinar/marcar) - Contactos: 963811056/965867250. Possui 3 exposições permanentes: ciclo da castanha, coleção de arte sacra e coleção de pintura.